# ラス・ピエドラスの戦い
ラス・ピエドラスの戦い(La Batalla de Las Piedras)とは、ホセ・ヘルバシオ・アルティーガスのバンダ・オリエンタル革命軍と、スペイン帝国軍との戦いである。
1811年2月にモンテビデオ総督でラ・プラタ副王だったフランシスコ・ハビエル・デ・エリオはモンテビデオにてブエノスアイレスの革命委員会に対する戦いを宣言した。ブエノスアイレス主導の独立運動と呼応したホセ・アルティガスは軍を率いてモンテビデオを攻略しに向かった。
1811年5月18日、ホセ・ポサーダスは1230人の兵力を率いてラス・ピエドラス近郊でアルティーガスと戦うが、敗れて降伏した。
この戦いの勝利により、アルティーガス軍はモンテビデオの包囲に入った。5月18日はウルグアイの祝日になっている。